# Serviço Nacional de Aprendizagem Rural
O Serviço Nacional de Aprendizagem Rural (SENAR) é uma entidade vinculada a Confederação Nacional de Agricultura (CNA) que tem como objetivo organizar, administrar e executar, em todo território nacional, a Formação Profissional Rural e a Promoção Social de jovens e adultos que exerçam atividades no meio rural.

## História
O SENAR foi criado pela Lei 8.315 de 23 de dezembro de 1991 nos moldes do SENAI e SENAC e regulamentado pelo Decreto nº 566, de 10 de junho de 1992.